# Порсев, Александр Николаевич
Александр Николаевич Порсев (род. 21 февраля 1986 в Новом, Удмуртская ССР) — российский профессиональный шоссейный велогонщик, выступающий с 2016 за команду «Gazprom-RusVelo». Двукратный Чемпион России в групповой гонке.

## Выступления
2008
5-й La Roue Tourangelle
5-й Гран-при Москвы
9-й Bałtyk–Karkonosze Tour
9-й Дуо Норман (вместе с Дмитрием Косяковым
2009
3-й Дуо Норман (вместе с Евгением Поповым
5-й GP de la Somme
2010
1-й Этапы 1 и 3 Тур Луар и Шер
2-й Кубок мэра
2-й Мемориал Олега Дьяченко
3-й Схал Селс
4-й GP de la Ville de Nogent-sur-Oise
6-й Тур Словакии
1-й Этапы 1 и 3
8-й Нокере Курсе
2011
8-й Kampioenschap van Vlaanderen
10-й Grand Prix d'Isbergues
2012
2-й Trofeo Migjorn
3-й Trofeo Palma
7-й Схелдепрейс
9-й Нокере Курсе
2013
1-й Этапе 1 Тур Люксембурга
1-й Этапе 1b (TTT) Неделя Коппи и Бартали
4-й World Ports Classic
2014
1-й  Чемпионат России в групповой гонке
3-й World Ports Classic
3-й Velothon Berlin
10-й Три дня Де-Панне
10-й Eschborn-Frankfurt City Loop
2015
6-й Классика Альмерии
2016
1-й Этап 4 Тур Словении
2-й Париж — Бурж
6-й Гран-при Импанис–Ван Петегем
2017
1-й  Чемпионат России в групповой гонке
7-й Trofeo Porreres-Felanitx-Ses Salines-Campos
10-й Trofeo Playa de Palma
2018
2-й Чемпионат России в групповой гонке
8-й Кубок Бернокки

### Гранд-туры
| Гонка           | 2014 | 2015 | 2016 |
| --------------- | ---- | ---- | ---- |
| Джиро д'Италия  | —    | 132  | 145  |
| Тур де Франс    | НФ   | —    | —    |
| Вуэльта Испании | —    | —    | —    |

| —  | Не участвовал  |
| НФ | Не финишировал |